# Branch Davidians
Die Branch Davidians (engl. für Davidianischer Zweig oder Abspaltung von den Davidianern) sind eine kleine amerikanische Religionsgemeinschaft, die sich 1955 von den Davidian Seventh Day Adventists („Davidianische Siebenten-Tags-Adventisten“) abgespalten hat, bei welchen es sich wiederum um ehemalige Mitglieder der Siebenten-Tags-Adventisten handelt, die in den 1930er Jahren exkommuniziert worden waren. Später wurden die Branch Davidians allerdings von ihrem Führer David Koresh angehalten, sich als „Studenten der sieben Siegel“ zu bezeichnen.
Prägend für die Branch Davidians, wie auch für alle Adventisten, ist der millenaristische Glaube, in der Endzeit vor dem Jüngsten Gericht zu leben.
Die Branch Davidians sind vor allem bekannt durch die 51-tägige Belagerung ihrer Siedlung Mount Carmel Center in der Nähe von Waco, Texas, durch Bundesbehörden im Jahre 1993, bei der 76 Mitglieder zu Tode kamen, einschließlich ihres Anführers David Koresh.

## Geschichte

### Die Davidianer

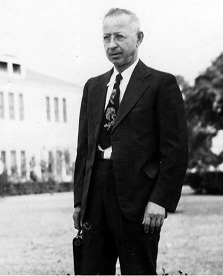
Houteff (um 1950)

Im Jahre 1928 behauptete Victor Houteff, ein bulgarischer Immigrant, er habe eine neue Offenbarung für die Siebenten-Tags-Adventisten. Diese lieferte er in Form eines Buches namens The Shepherd’s Rod („Der Hirtenstab“). Seine Aussagen wurden nicht akzeptiert und von der Führung als spalterisch angesehen, da er sich zu Entwicklungen äußerte, die er als Abdriften von den grundlegenden Lehren und Standards der Kirche ansah. Darum wurden er und seine Anhänger exkommuniziert.
1935 richtete Houteff sein Hauptquartier außerhalb Wacos ein. Bis 1942 war seine Bewegung schlicht als „Shepherd’s Rod“ bekannt, doch als Houteff eine formelle Vereinsgründung für notwendig erachtete, damit Mitglieder als Kriegsdienstverweigerer anerkannt werden konnten, benannte er seine Gruppe in „Davidianische Siebenten-Tags-Adventisten“ um. Der Ausdruck „davidianisch“ verweist dabei auf die Wiedererrichtung des Königreichs Davids. Houteff wies die Davidianer an, ausschließlich Adventisten zu evangelisieren.
Nach Houteffs Tode im Jahre 1955 bildete eine Abspaltung seiner Bewegung die „Branch Davidian Seventh Day Adventists“, ursprünglich geführt von Benjamin Roden. Die Gruppe richtete auf dem Gelände außerhalb Wacos, das zuvor die anderen Davidianer benutzt hatten, eine Siedlung ein. Im Jahre 1977 behauptete Rodens Ehefrau Lois, ebenfalls eine Offenbarung empfangen zu haben, nach der der Heilige Geist weiblich sei, was zu großen Auseinandersetzungen in der Gruppe führte. Als Roden im darauffolgenden Jahr starb, versuchte ihr Sohn George die Leitung zu übernehmen, indem er behauptete, er sei der rechtmäßige Prophet der Gruppe.

### Die Branch Davidians
Im Jahre 1981 trat Vernon Wayne Howell, der sich später in David Koresh umbenennen sollte, der Gruppe als reguläres Mitglied bei. Im September 1983 erlaubte ihm Lois Roden, seine eigenen Offenbarungen zu lehren, und gab ihm so die Möglichkeit, eine eigene Anhängerschaft aufzubauen, bevor sich die Gruppe Anfang 1984 teilte. Lois erfuhr ebenfalls Ablehnung von Seiten des kanadischen Davidianers Charles Pace.
Im Frühjahr 1984, zur Pessach-Zeit, fand auf Mount Carmel eine Art Generalversammlung aller Branch Davidians statt, bei der sich die Gruppe in mehrere kleinere Gruppen teilte, von denen eine Howell treu war. Daraufhin verwies George Roden zuerst ihn und später auch Pace des Geländes.
Howell ging mit seinen Anhängern nach Palestine, Texas, während Pace nach Gadsden, Alabama ging. Als jedoch um 1988 George Roden in Schwierigkeiten geraten war – er saß wegen Missachtung des Gerichts im Gefängnis – übernahm Howell in seiner Abwesenheit das strittige Gelände. Nach dem Testament der 1986 verstorbenen Lois Roden hätte eigentlich Teresa Moore zusammen mit Irmine Sampson ihr Werk fortsetzen sollen. 1990 schließlich änderte Howell seinen Namen in David Koresh, als Anspielung auf den biblischen König David und den persischen König Kyros den Großen. Sowohl David als auch Kyros werden im Alten Testament im Zusammenhang mit der Gestalt des Messias genannt, dem prophezeiten Heilsbringer für das Volk Israel. Koresh beanspruchte, ebenfalls in diese Reihe zu gehören. Unter seiner Führung lebte die Gemeinschaft überwiegend zurückgezogen, hatte aber Verbindungen nach Waco und in Ortschaften der Umgebung. Zur Finanzierung betrieben die Davidianer mehrere Unternehmen, darunter auch einen Waffenhandel auf gun shows.
Die Gemeinschaft glaubt an eine Variante des Glaubens aller Siebenten-Tags-Adventisten, wonach die Erde seit der Schöpfung erst etwa 6000 Jahre alt wäre (Junge-Erde-Kreationismus). Wenn vor Gott 1000 Jahre aber wie ein Tag sind (Psalm 90,4 ), würde jetzt der siebente Tag anbrechen, der zugleich die in der Offenbarung des Johannes bestimmte tausendjährige Herrschaft Christi auf Erden bedeuten würde. Die Offenbarung macht für die Umbruchszeit vor dem Anbruch dieses Friedensreiches bildhafte Vorhersagen, die Koresh mittels seiner Visionen auslegte. Demnach wäre er selbst das Lamm Gottes, dem in der Offenbarung eine besondere Rolle im Zusammenhang mit der Öffnung des Buchs mit den sieben Siegeln zugesprochen wird. Umstritten ist, ob er sich selbst dadurch auch mit Jesus Christus identifizierte.
Anfang der 1990er Jahre lebten 130 Davidianer auf Mount Carmel. Koresh verlangte von den männlichen Mitgliedern seiner Gruppe sexuelle Enthaltsamkeit, die für ihn als das Lamm Gottes nicht galt. Mit den Frauen der Gruppe zeugte er eine Reihe von Kindern, die als Children of the New Light („Kinder des Neuen Lichts“) bezeichnet wurden und denen er eine besondere Rolle im Heilsplan Gottes versprach. Außerdem erwartete die Gruppe aufgrund der in der Offenbarung vorhergesagten Konflikte zwischen der weltlichen Macht und der Schar Gottes eine Auseinandersetzung mit staatlichen Behörden und bewaffnete sich. Alle Mitglieder, auch Kinder, wurden im Gebrauch von Schusswaffen ausgebildet.
Interne Streitigkeiten zwischen Gruppenmitgliedern führten dazu, dass Aussteiger die Gemeinschaft öffentlich und gegenüber Behörden als Sekte bezeichneten und sie bei verschiedenen Behörden anzeigten. Zu den Vorwürfen gehörten Sexueller Missbrauch von Kindern durch Koresh, Verstöße gegen Visabestimmungen durch Mitglieder der Gemeinschaft, die keine amerikanische Staatsangehörigkeit hatten, und illegaler Waffenbesitz.
Die Davidianer luden daraufhin Vertreter des Jugendamts auf ihr Gelände ein, die die Lebensumstände der Kinder in Augenschein nahmen und mit ihnen sprachen. Die Gemeinschaft vermied es aber, über deren biologische Eltern Auskunft zu geben. Wegen Vorwürfen des Besitzes illegaler Waffen sprach Koresh persönlich mit dem Sheriff von Waco und versuchte zu klären, welche spezifischen Waffen zulässig seien. Es gilt wegen der komplizierten Waffengesetze jedoch als wahrscheinlich, dass der lokale Sheriff nicht alle Gesetze kannte. Das Bureau of Alcohol, Tobacco, Firearms and Explosives (ATF) ermittelte gegen Koresh und seine Davidianer wegen des Verdachts auf Verstoß gegen die Waffen- und Drogengesetze und Kindesmissbrauch und schickte einen Beamten als verdeckten Ermittler auf das Gelände, der als religiös Interessierter auftrat und sowohl den Bestand an Waffen als auch die Persönlichkeiten der Führer der Gemeinschaft aufklären sollte. Obwohl die Davidianer ihn rasch enttarnten, ließen sie ihn an ihrer Gemeinschaft teilhaben, weil ihre missionarische Überzeugung es erforderte, jede Möglichkeit wahrzunehmen, ihren Glauben zu verbreiten.

### Die Belagerung

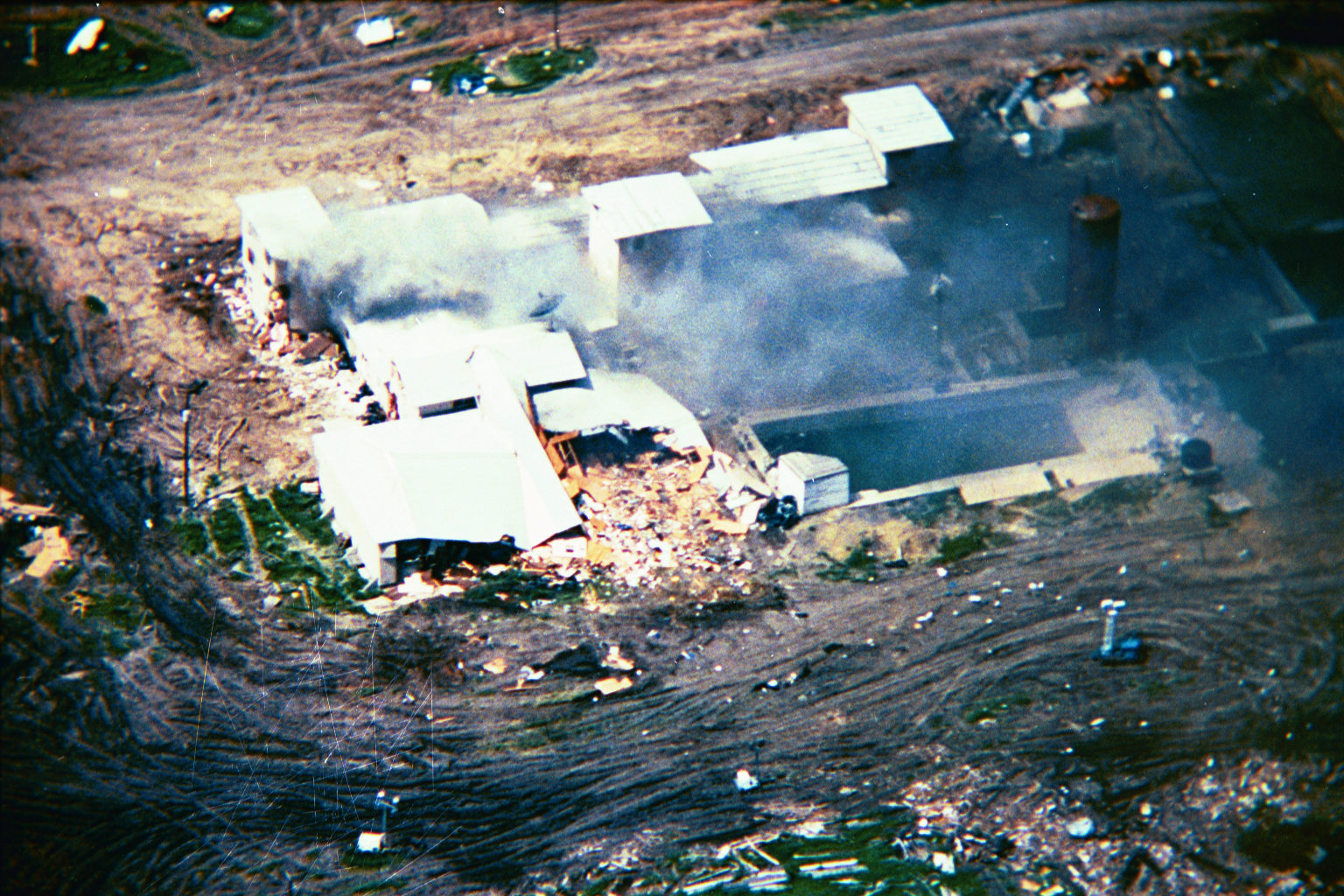
Mount Carmel während der Belagerung

Fahne der Branch Davidians, die während der Belagerung auf Mount Carmel gehisst wurde.

Am 28. Februar 1993 versuchte das ATF eine Durchsuchung des Mount Carmel. Aufgrund der verbreiteten Theorien über Sekten und des Vergleichs mit der Massentötung von Jonestown 1978 wurde der Durchsuchungsbeschluss in Form eines dynamic entry vollstreckt: Eine Einheit des Special Response Team (SRT) ging mit Brechwerkzeugen gegen die Türen vor. Die Davidianer hatten Kenntnis von der bevorstehenden Durchsuchung erlangt und wehrten sich mit Waffengewalt. Wer den Schusswechsel begann, ist umstritten. Vier ATF-Beamte kamen dabei ums Leben, zwanzig wurden angeschossen. Auf Seiten der Davidianer gab es fünf Todesopfer, drei davon wurden von anderen Mitgliedern der Gruppe erschossen, weitere fünf wurden verletzt. Aus der weiten Umgebung wurden nun Spezialeinsatzkommandos verschiedener Behörden herangezogen. Panzerfahrzeuge rückten an und belagerten das Gelände. Im Laufe der ersten 24 Stunden kam es zu Verhandlungserfolgen, das ATF konnte seine Verletzten und Toten aus dem Schussfeld bergen. Ab dem 1. März übernahm das FBI die Einsatzleitung am Mount Carmel, taktische Leiter und Verhandlungsführer des Hostage Rescue Teams leiteten die Belagerung, die 51 Tage dauerte und an der sich über 700 Regierungsbeamte beteiligten.
Die Beamten gingen von einer Geiselnahme aus und ergriffen die dafür vorgesehenen Maßnahmen. Dass die Gläubigen ihre Situation in ihr millenaristisches Weltbild einordnen würden, wurde nicht berücksichtigt. Die Verhandlungsführer des FBI nahmen durchgehend an, Koresh und einige wenige Führungspersönlichkeiten hielten die große Mehrheit der Gruppe mittels Gehirnwäsche und psychologischer Gewalt unter Kontrolle, weshalb sie massiven psychologischen Druck aufbauten.
Dem gegenüber stand das Selbstverständnis der Davidianer, die sich als selbständige und freiwillige Mitglieder einer Religionsgemeinschaft sahen und von den Behörden in Ruhe gelassen werden wollten. Kleine Kinder, die nach dem Verständnis der Davidianer noch nicht selbst über ihre religiösen und anderen Angelegenheiten entscheiden konnten, wurden am 5. März aus dem Gelände herausgeführt und dem Jugendamt übergeben. Dabei war vereinbart worden, dass die Kinder in Familien von Verwandten untergebracht werden sollten. Stattdessen behielt das Jugendamt die Kinder aber als Gruppe in einer Einrichtung zusammen. Das führte zu weiteren Konflikten, als das Jugendamt den Davidianern Videos zukommen ließ, in denen die Kinder beim Spiel und alltäglichen Aktivitäten gezeigt wurden. Die Davidianer waren entsetzt, dass ihre Kinder gesüßte Softdrinks tranken und nicht bei den Familienangehörigen lebten, die wie alle Adventisten, wenn auch weniger streng als die Davidianer, ihrem traditionellen Lebensstil folgen würden.
Der Verhandlungstaktik des FBI begegneten die Davidianer mit dem Versuch, die Beamten in Diskussionen über ihren Glauben zu verwickeln, um sie zu missionieren. Als besonders gravierenden Verstoß des FBI gegen ihre Rechte sahen sie es an, dass das FBI alle Kommunikationsmittel der Davidianer gekappt hatte. Im Zuge der Verhandlungen bot das FBI an, eine einstündige Bibelauslegung zur Offenbarung von Koresh mehrfach lokal und einmal in den gesamten USA in einem religiösen Rundfunksender auszustrahlen. Koresh betrachtete das als Erfolg und ging davon aus, dass er mit dem FBI über religiöse Fragestellungen sprechen und damit die Situation zu seinen Gunsten beeinflussen könne. Die Vertreter des FBI berücksichtigten die Bedeutung ihrer Theologie für die Davidianer nicht, deshalb wiesen sie auch das Angebot von James Tabor und Phillip Arnold, zweier etablierter Bibelwissenschaftler, zurück, mit Koresh über seine Bibelinterpretation zu diskutieren und ihn davon zu überzeugen, dass seine Konflikthaltung gegenüber dem Staat nicht durch die Heilige Schrift gedeckt sei. Nach etwa sieben Wochen Belagerung kündigte Koresh an, er und alle Bewohner würden das Gelände freiwillig und unbewaffnet verlassen, nachdem er ein theologisches Manuskript fertiggestellt hätte, in dem er seine Auslegung der Offenbarung erstmals umfassend zusammenführen wollte.
Nach drei Tagen mochten die FBI-Beamten darauf nicht mehr warten, obwohl Koresh dafür mindestens sieben Tage veranschlagt hatte. Am 19. April rissen sie mit Pionierpanzern auf verschiedenen Seiten große Löcher in Gebäudewände, durch die sie vier Stunden lang CS-Gas in das Gebäude leiteten, in der Hoffnung, die Davidianer so herauszutreiben. Nach anderen Quellen gingen die Beamten weiterhin davon aus, dass die Mehrzahl gegen ihren Willen festgehalten werde, und wollten ihnen durch die geschlagenen Breschen Gelegenheit zur Flucht geben. Die Ursache des anschließenden Brandes ist ungeklärt. Laut Aussagen von Beamten der US-Regierung sowie eines Feuerwehrmanns, der in direktem Kontakt mit dem ATF stand, zündeten die Davidianer das Gebäude an. Es wird jedoch auch vermutet, dass das Feuer durch das CS-Gas entzündet worden sein könnte.
Bei dem Brand und durch Schussverletzungen starben 76 Davidianer, darunter schwangere Frauen, Kinder und David Koresh selbst. Lediglich neun Bewohner überlebten das Feuer. Unter Verweis auf die Gefahr, dass Rettungs- und Feuerwehrkräfte von den Davidianern beschossen werden könnten, hatte das FBI die Feuerwehrfahrzeuge zurückgehalten. Die Erstürmung wurde teilweise live von mehreren amerikanischen Fernsehsendern übertragen und fand weltweites Interesse.

### Nach der Belagerung

#### Verschwörungstheorien
Verschwörungstheoretiker zweifelten von Anfang an die Darstellung der amerikanischen Regierung an und behaupten, dass das FBI das Feuer gelegt habe. Die ehemalige Rechtsanwältin Linda Thompson behauptete in zwei weit verbreiteten Videos, dass Regierungsbeamte absichtlich das Anwesen in Brand gesetzt und auf Kinder geschossen hätten; die Todesfälle auf Regierungsseite würden auf versehentlichen Eigenbeschuss zurückgehen. Auch aus ominösen „schwarzen Hubschraubern“ ohne Kennzeichnung, die in Verschwörungstheorien der 1990er Jahre eine große Rolle spielten, sei von „CIA-bezahlten Schlägern“ auf die Davidianer geschossen worden. Die Entwicklung laufe auf einen Militärputsch in den Vereinigten Staaten hinaus, bei dem sich die dahinterstehende „private Mafia“ einer „Kombination von Drogenhandel, Waffenhandel, Lobbyarbeit, Erpressung von Abgeordneten und Terrorismus“ bedienen würde.
Besonders Rechtsextremisten wie die Milizbewegung wurden durch den Vorfall beeinflusst. Ihnen galt die Erstürmung des Mount Carmel Center als „Weckruf“ und als Beweis dafür, dass die Regierung dabei sei, eine „Neue Weltordnung“ zu errichten, in der Freiheit und Souveränität der Vereinigten Staaten zugunsten einer antichristlichen Weltregierung durch die Vereinten Nationen abgeschafft würden. Zu diesem Zweck würden alle, die auf ihrem im 2. Zusatzartikel zur Verfassung der Vereinigten Staaten garantierten Recht, Waffen zu tragen, bestünden, ausgeschaltet, notfalls eben mit Gewalt. Neben der Tragödie von Waco deuteten die Rechtsextremisten den Zwischenfall an der Ruby Ridge vom August 1992 sowie die Verschärfung der Waffengesetze durch die Brady Bill vom November 1993 als Indizien für diese angebliche Verschwörung. Der Attentäter Timothy McVeigh wählte absichtlich den zweiten Jahrestag der Erstürmung des Mount Carmel für seinen Bombenanschlag auf das Murrah Federal Building in Oklahoma City, dem am 19. April 1995 168 Menschen zum Opfer fielen. 1997 bekannte sich Eric Rudolph, der Olympia-Attentäter von Atlanta 1996, im Namen der Army of God zu mehreren Bombenanschlägen auf Abtreibungskliniken und eine Lesbenbar, die er als Vergeltung für Waco rechtfertigte.

#### Untersuchungen
Die Erstürmung des Mount Carmel Center war Gegenstand mehrerer Untersuchungen. Zwölf der überlebenden Davidianer mussten sich im Spätsommer 1993 einem Strafprozess stellen, unter anderem wegen Mordes sowie Anstiftung und Verschwörung dazu, sowie wegen Verstößen gegen die Waffengesetze. Vier von ihnen wurden gänzlich freigesprochen; das Gericht sah den Mordvorwurf als nicht erwiesen an, verurteilte die übrigen acht aber unter anderem wegen „Voluntary Manslaughter“, der Verwendung einer Waffe während eines Verbrechens und Besitzes illegaler Waffen zu teils langjährigen Haftstrafen. In mehreren Berufungsverfahren wurden diese Urteile nur teilweise bestätigt: Der Vorwurf, die Davidianer hätten gegen Agenten der Bundesregierung Maschinengewehre eingesetzt, wurde als unbegründet abgewiesen, die Haftstrafen entsprechend verkürzt. 2007 wurden die letzten Verteidiger des Mount Carmel Center aus der Haft entlassen.
Zivilklagen auf Schadensersatz, die Überlebende sowie Familienangehörige von getöteten Davidianern 1993 gegen die Regierung der Vereinigten Staaten und andere Bundesbehörden angestrengt hatten, wurden abgewiesen.
1999 wurde durch die Aussage eines FBI-Manns bekannt, dass die Bundesbehörden bei der Belagerung pyrotechnische Vorrichtungen eingesetzt hatten, was bisher stets dementiert worden war; dabei handelte es sich um so genannte „Flite-Rite-Granaten“, die durch einen Verbrennungsprozess CS-Gas freisetzen. Auf diese geänderte Sachlage hin setzte Justizministerin Janet Reno am 9. September einen Ausschuss unter dem ehemaligen Senator John Danforth ein, der die Erstürmung untersuchen sollte. Während seiner vierzehnmonatigen Arbeit sichtete der Danforth-Ausschuss über zwei Millionen Seiten Akten und hörte 1001 Zeugen. Sein Schlussbericht, der im November 2000 veröffentlicht wurde, stellte fest, dass das Feuer nicht von Agenten der Bundesregierung entzündet oder angefacht worden war, vielmehr sei das Feuer im Inneren des Gebäudes von Davidianern selbst gelegt worden; Agenten der Bundesregierung hatten demnach nicht gezielt in den Gebäudekomplex geschossen und ihre Waffengewalt nur im Rahmen ihrer Zuständigkeit und der Gesetze angewandt; Koresh selbst habe im Lauf der Belagerung mehrere Angehörige seiner Gruppe erschossen, darunter fünf Kinder. Auch gab es nach Überzeugung der Ausschussmitglieder keine Verschwörung oder Vertuschung. Einzig dass die Verwendung der pyrotechnischen Gasgranaten von Angehörigen des FBI und des Justizministeriums so lange verschwiegen worden sei, tadelten die Ausschussmitglieder. Insgesamt kamen sie zu dem Ergebnis:

„Bemerkenswert ist die überwältigende Beweislage, die die Regierung von den gegen sie erhobenen Vorwürfen entlastet, und das Fehlen von echten Beweisen, die die Vorwürfe böser Handlungen stützen würden.“

#### Landstreit
Nach dem Tod eines Großteils von Koreshs Gruppe erhoben andere Davidianer Eigentumsansprüche auf das Mount-Carmel-Anwesen. Innerhalb einiger Monate zog Amo Bishop Roden, George Rodens Ex-Frau, auf das Grundstück und wohnte dort allein. Charles Pace zog 1995 ebenfalls auf das Grundstück.
Die meisten Überlebenden und Unterstützer von Koresh betrachten dagegen Clive Doyle als rechtmäßigen Verwalter des Landes. Renos Avraam, einer der inhaftierten Davidianer, verlautbarte, er empfange ein neues, prophetisches Licht als das „auserwählte Gefäß der verbliebenen Braut“. Die meisten Überlebenden verschmähen allerdings seine neue Partei des „versteckten Mannas“. 1996 entschied ein Gericht, dass das Land der Branch Davidian Seventh Day Adventist Church gehöre. Aus wem genau diese Kirche bestehe, ging aus dem Urteil nicht hervor.
Ebenfalls im Jahre 1996 strengten Koreshs verbliebene Anhänger ein Gerichtsverfahren an, um das Land auf der Basis von Adverse Possession zugesprochen zu bekommen. Dies setzt jedoch voraus, dass die Ansprüche gegen diejenige Partei geltend gemacht werden, die derzeit das Anrecht auf das Grundstück hat. Hierbei bezeichneten sich aber die Anhänger Koreshs einerseits selbst und im Widerspruch dazu andererseits die Vertreter die Gegenseite jeweils als „Verwalter der Kirche“.
Ein weiterer Branch-Davidian-Führer, Doug Mitchell, der ebenfalls nichts mit Koresh zu tun hatte, schloss sich dem Verfahren 1998 an. Mitchell behauptet, dass er, als Koresh Mount Carmel in den 1980ern verlassen hatte, den Namen „Davidian Branch Davidian Seventh Day Adventist“ für seine Anhänger übernommen habe, da die damals die Kirche „Verlassenden“, d. h. Koreshs Gruppe, ihren Anspruch verwirkt hätten, wahre Branch Davidians zu sein. Während des Vorverfahrens wurden die Versuche Mitchells, eine Verfügung gegen Koreshs restliche Nachfolger zu erreichen, ihnen die Nutzung des Namens und des Eigentums der Kirche zu untersagen, wegen „fehlender rechtlicher Grundlage“ abgewiesen. Richter Alan Mayfield meinte, dass die Materie Kirchenangelegenheiten berühre, die das Gericht nicht mit rechtlichen Mitteln entscheiden könne.
Am Tag vor der Verhandlung ließen die Überlebenden von 1993 ihren Anspruch auf Adverse Possession fallen und forderten nunmehr nur noch ein, als die Verwalter der Kirche angesehen zu werden. Doug Mitchells Anspruch, der rechtmäßige Verwalter der Kirche zu sein, wurde nicht zur Verhandlung zugelassen, als das Gericht über die Ansprüche von den Überlebenden und Amo Roden verhandelte; jedoch wurde ihm gewährt, sich gegen die Ansprüche der anderen zu verteidigen. Im Jahr 2000 entschied schließlich ein Gericht zu Ungunsten sowohl der Überlebenden als auch Amo Rodens. Andererseits blieben diese weiterhin auf dem Gelände, gemeinsam mit der Gruppe um Charles Pace.

## Verfilmungen
- 1997: Waco: The Rules of Engagement (Film)
- 2018: Waco (Miniserie)
- 2023: Waco: American Apocalypse (Miniserie)
- 2023: Waco: The Aftermath (Miniserie)